# So Cool
So Cool là album phòng thu đầu tay của nhóm nhạc nữ Hàn Quốc, Sistar. Album được phát hành vào ngày 09 tháng 8 năm 2011. Bài hát cùng tên với album cũng đã được sử dụng để quảng bá album trên các sân khấu âm nhạc hàng tuần. Album bao gồm 12 bài hát, 5 bài hát mới và một phiên bản đặc biệt của "Ma Boy", phát hành trước bởi nhóm nhạc nhỏ Sistar19. Album cũng được phát hành trên toàn thế giới thông qua iTunes.

## Danh sách bài hát
| STT              | Nhan đề                                    | Thời lượng |
| ---------------- | ------------------------------------------ | ---------- |
| 1.               | "Let’s Get the Party Started"              | 1:07       |
| 2.               | "So Cool" (쏘쿨)                           | 3:21       |
| 3.               | "Girls Do It"                              | 3:26       |
| 4.               | "Follow Me"                                | 3:16       |
| 5.               | "New World"                                | 3:22       |
| 6.               | "I Don't Want a Weak Man" (약한 남자 싫어) | 3:00       |
| 7.               | "How Dare You" (니까짓게)                  | 3:06       |
| 8.               | "Over"                                     | 3:19       |
| 9.               | "Oh Baby"                                  | 3:07       |
| 10.              | "Shady Girl" (가식걸)                      | 3:14       |
| 11.              | "Push Push" (푸시푸시)                     | 3:07       |
| 12.              | "Ma Boy" (Phiên bản đặc biệt)              | 3:17       |
| Tổng thời lượng: | Tổng thời lượng:                           | 36:37      |

## Xếp hạng

### Xếp hạng Album
| Bảng xếp hạng                    | Xếp hạng cao nhất |
| -------------------------------- | ----------------- |
| Gaon Weekly album chart          | 10                |
| Gaon Weekly domestic album chart | 10                |
| Gaon Monthly album chart         | 10                |

| "Push Push"    | 9 | - |
| "Shady Girl"   | 4 | - |
| "How Dare You" | 2 | - |
| "So Cool"      | 1 | 1 |

| "Girls Do It" | 56 |
| "Follow Me"   | 78 |

### Doanh số và chứng nhận
| Bảng xếp hạng | Doanh số |
| ------------- | -------- |
| Gaon          | 16,099   |

## Lịch sử phát hành
| Nước     | Ngày               | Định dạng           | Nhãn hiệu              |
| -------- | ------------------ | ------------------- | ---------------------- |
| Hàn Quốc | 9 tháng 8 năm 2011 | CD, Tải kĩ thuật số | Starship Entertainment |
| Thế giới | 9 tháng 8 năm 2011 | Tải kĩ thuật số     | Starship Entertainment |